# Unciaal 0116
Unciaal 0116 (Gregory-Aland), ε 58 (von Soden), is een van de Bijbelse handschriften in de Griekse taal. Het dateert uit de 8e eeuw en is geschreven met uncialen op perkament.

## Beschrijving
Het bevat de tekst van het
Evangelie volgens Matteüs (19,14-28; 20,23-21,2; 26,52-27,1); Evangelie volgens Marcus (13,21-14,67); Lucas (3,1-4,20). De gehele codex bestaat uit 14 bladen (26 × 20 cm) en werd geschreven in twee kolommen per pagina, 25 regels per pagina.
De Codex is een representant van het Byzantijnse tekst-type, Kurt Aland plaatste de codex in Categorie V.

## Geschiedenis
Het handschrift bevindt zich in de Biblioteca nazionale Vittorio Emanuele III (II C 15), in Napels.